# Jean-Pierre Duport
Jean-Pierre Duport, född den 27 november 1741 i Paris, död den 31 december 1818 i Berlin, var en fransk violoncellist. Han var bror till Jean-Louis Duport. 
Duport, som var kammarmusikintendent hos kungen av Preussen, var en av sin tids främsta violoncellister.